# Baileyville (Kansas)
Baileyville es un lugar designado por el censo ubicado en el condado de Nemaha en el estado estadounidense de Kansas. En el año 2010 tenía una población de 181 habitantes. Atravesado por el ferrocarril de Union Pacific.
- Iglesia: Iglesia Católica Sagrada de Corazón
- Escuela: B y B. Una escuela compartida por la Comunidad de San Benedicto

## Geografía
Baileyville se encuentra ubicado en las coordenadas 39°50′41.48″N 96°11′7.24″O / 39.8448556, -96.1853444 (39.844856° -96.185346°).